# Depressão tropical Dez (2007)
A depressão tropical Dez foi um ciclone tropical curto que atingiu a costa da Flórida, na região conhecida como Panhandle, em setembro de 2007. A formação meteorológica se desenvolveu como depressão subtropical em 21 de setembro no nordeste do Golfo do México a partir da interação de uma onda tropical, a porção final de uma frente fria e um área de baixa pressão de nível superior. Inicialmente contendo uma circulação mal definida e atividade de tempestade intermitente, o sistema se converteu numa depressão tropical depois do aumento da convecção no seu centro. Com uma rota em sentido noroeste, a depressão se moveu sobre o continente próximo da cidade de Fort Walton Beach no início de 22 de setembro, antes de se dissipar ao longo do sudeste do estado do Alabama.
Foi o primeiro ciclone tropical a ameaçar a área de Nova Orleãs desde o furacão Katrina e a destrutiva temporada de furacões de 2005. Devido à ameaça da depressão, foram ordenadas evacuações em várias comunidades e os estados da Luisiana e do Mississippi declararam estado de emergência. Várias empresas petrolíferas retiraram trabalhadores não-essenciais e pararam a produção em plataformas petrolíferas no golfo do México, causando a interrupção parcial da produção de petróleo e gás natural nos Estados Unidos. O sistema precursor da depressão gerou um tornado que destruiu vinte casas, e causou sérios danos em outras trinta, perto da cidade de Eustis, na Flórida. O prejuízo total foi estimado em 6,2 milhões de dólares.

## História meteorológica
A depressão tropical Dez formou-se a partir da complexa interação entre uma área de baixa pressão de nível superior, a onda tropical que originou a tempestade tropical Ingrid, e a extremidade da cauda de uma frente fria. Em 17 de setembro de 2007, o sistema produziu atividades de tempestade generalizada sobre as Bahamas e a porção ocidental do Oceano Atlântico. A área de baixa pressão sobre o Panhandle da Flórida aumentou a convecção em toda a região, e em 18 de setembro o sistema começou a cruzar o estado norte-americano da Flórida. Inicialmente muito desorganizado, as pressões de superfície diminuíram gradualmente em toda a região, com o desenvolvimento de uma fraca área de baixa pressão no dia seguinte.

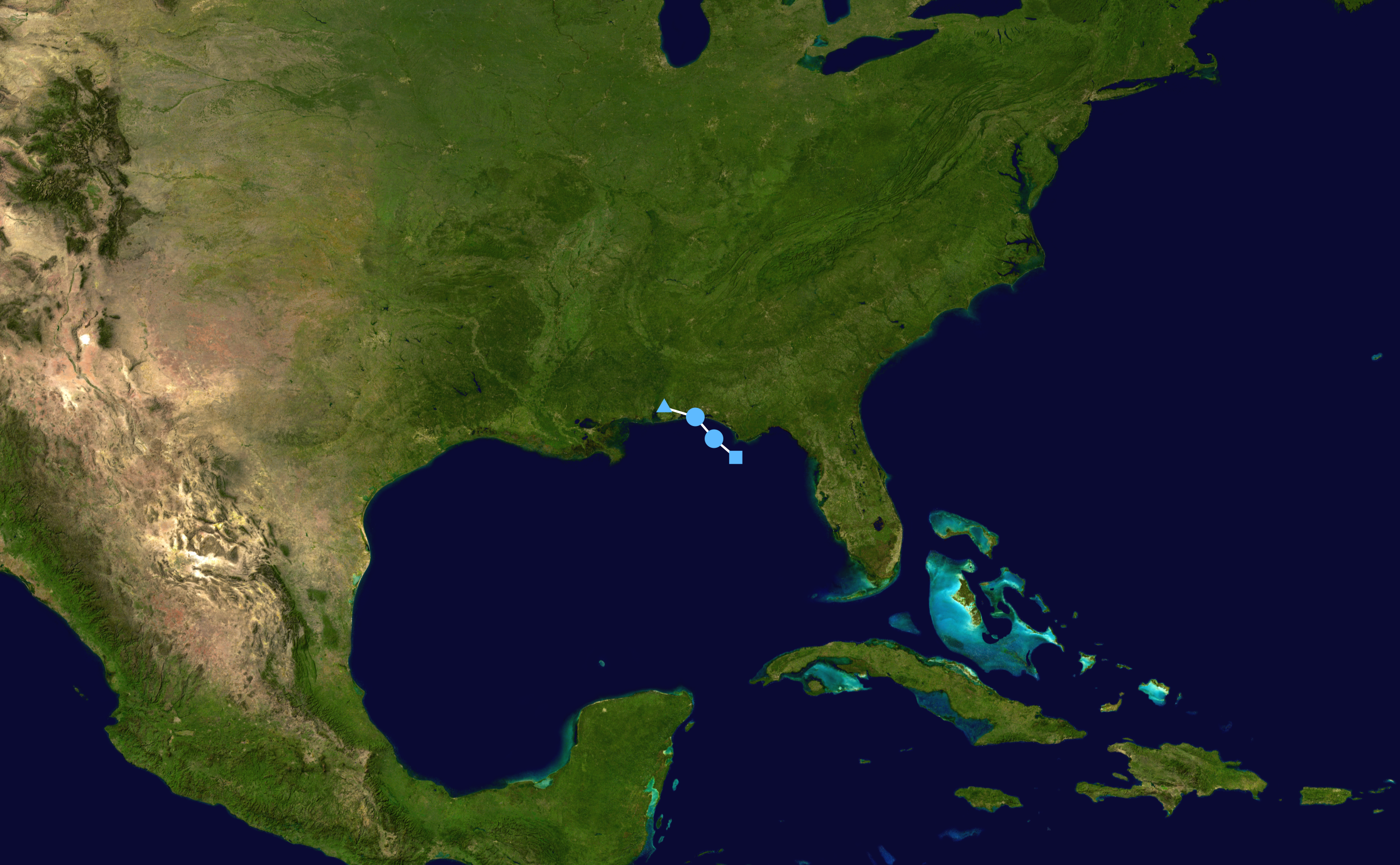
A depressão tropical Dez teve uma curta trajetória na costa sul dos Estados Unidos.

Um avião utilizado para voos de reconhecimento em ciclones, do tipo caçador de furacões, registrou, no dia 20 de setembro, uma área de baixa pressão bem definida que produzia rajadas de vento e aguaceiros ao longo de sua trajetória no nordeste do Golfo do México. Havia ainda atividade temporal, porém limitada e desorganizada. A convecção tornou-se gradualmente mais bem organizada, com uma banda bem definida no seu semicírculo leste e atividade de tempestade intermitente próxima ao centro. Apesar de ter uma estrutura global desorganizada, com uma circulação mal definida e uma área de baixa pressão acima, o Centro Nacional de Furacões dos Estados Unidos começou a emitir alertas sobre a depressão subtropical Dez às 15h00 UTC de 21 de setembro, enquanto o sistema estava localizado a cerca de 60 quilômetros ao sul da ilha St. Vincent, na Flórida. Os especialistas do serviço meteorológico alegaram que havia "potencial de desenvolvimento adicional ao longo da costa". Numa outra análise feita posteriormente, o sistema foi classificado como ciclone subtropical três horas antes, às 12h00 UTC.
Com uma crista de nível médio a noroeste, foi previsto que a depressão subtropical seguiria um trajeto paralelo à Costa do Golfo dos Estados Unidos, com ventos de 75 km/h e movendo-se em terra firme ao longo do sul do Mississippi. A circulação tornou-se melhor definida quando houve ligeiro aumento da convecção no centro, e seis horas depois de seu desenvolvimento, o sistema de transição finalmente tornou-se uma depressão tropical. O ciclone continuou seguindo trajeto para noroeste, chegando em terra firme por voltas das 00h00 UTC de 22 de setembro perto da cidade de Fort Walton Beach, na Flórida, com ventos de 55 km/h. O padrão de nuvens deteriorou-se enquanto o sistema adentrava o continente, e três horas depois de ter chegado à costa, o Centro Nacional de Furacões emitiu seu último relatório sobre a depressão. A medida que o fenômeno percorria o Alabama, ia se tornando cada vez mais desorganizado, até que finalmente se dissipou como ciclone tropical nas primeiras horas de 22 de setembro. No dia seguinte, os remanescentes de baixa pressão continuaram o caminho a oeste-noroeste até se extinguirem completamente perto da fronteira da Luisiana com o Texas.

## Preparativos e impacto

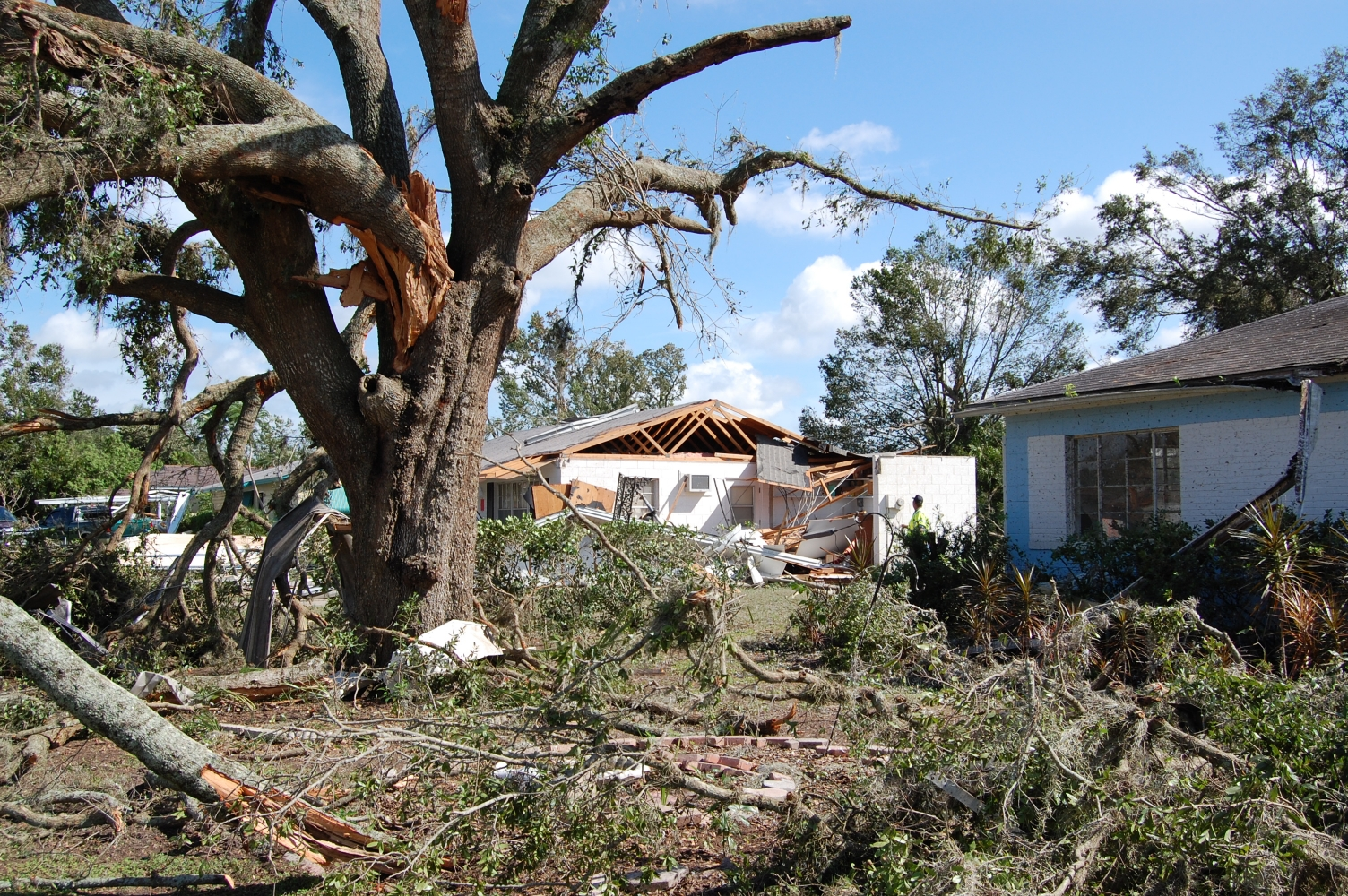
Um tornado atingiu a cidade de Eustis, na Flórida.

A combinação de cisalhamento de ventos com um fluxo helicoidal de baixo nível produziu uma convecção moderada sobre o centro da Flórida, em associação com o sistema de pressão baixa precursor. No final do dia 20 de setembro, um mesociclone se desenvolveu próximo ao lago Apopka, e se moveu rapidamente para o norte, perto da cidade de Eustis, onde se converteu num tornado de intensidade F1, a segunda mais fraca dentre as 6 possíveis da escala de Fujita melhorada. O tornado percorreu cerca de três quilômetros e produziu ventos de aproximadamente 160 km/h. O mau tempo destruiu 20 casas e deixou outras 30 gravemente danificadas. Feriu uma pessoa e causou cortes de energia para cerca de 300 moradores. Os prejuízos totalizaram 6,2 milhões de dólares. Outros tornados também foram relatados perto de Marianna e Chipley. O sistema de baixa pressão precursor também gerou um raio que atingiu e matou um homem no condado de Hendry, na Flórida.
Fortes chuvas começaram a afetar algumas áreas da costa do Panhandle da Flórida cerca de doze horas antes que a depressão se formasse. Coincidindo com o primeiro aviso sobre a depressão, o Centro Nacional de Furacões emitiu um alerta de tempestade tropical para a cidade de Apalachicola, na Flórida, incluindo a parte oeste da foz do rio Mississippi. Pouco tempo depois, um aviso de tempestade tropical foi emitido para os condados de Pearl River, Walthall e Pike, no Mississippi e paróquia de Washington, na Luisiana. Além disso, o Serviço Nacional de Meteorologia em Nova Orleães emitiu um alerta de inundação costeira para quatro paróquias no sudeste da Luisiana. No Mississippi, o então governador Haley Barbour declarou estado de emergência. As autoridades ordenaram a evacuação obrigatória para os moradores das áreas mais baixas e de casas móveis dos condados de Jackson, Harrison e Hancock. O governo de Nova Orleães disponibilizou três abrigos de emergência, mencionando a dificuldade de abrigar desalojados em cerca de 17 000 trailers da Agência Federal de Gestão de Emergências (em inglês, Federal Emergency Management Agency, abreviada como FEMA) após o furacão Katrina. Devido à ameaça do ciclone, a então governadora da Luisiana Kathleen Blanco declarou estado de emergência e colocou de prontidão a Guarda Nacional do estado.

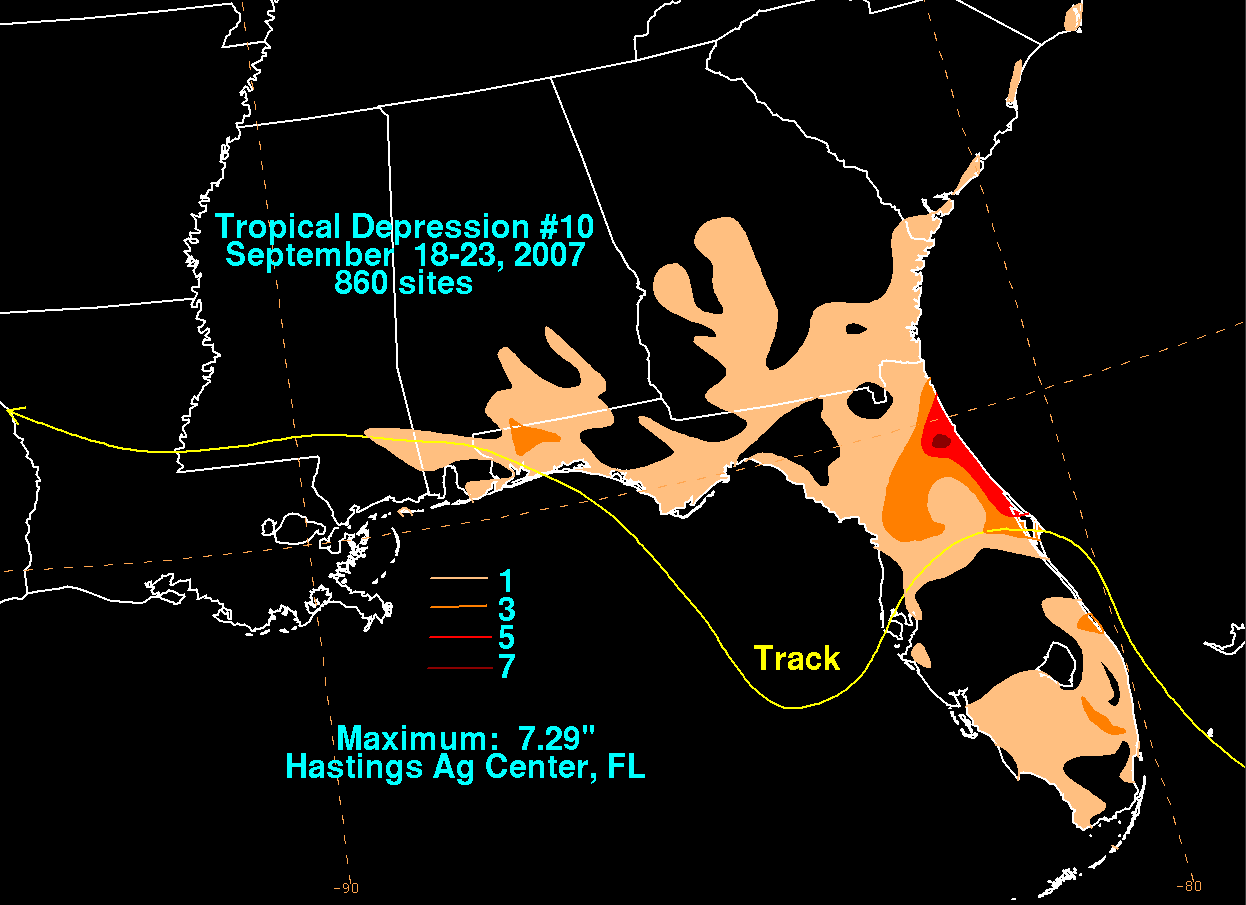
Total de chuvas provocadas pela depressão tropical Dez.

Ondas de cerca de 1,5 metros e correntes de retorno foram relatadas ao longo da costa oeste da Flórida. No entanto, nenhuma erosão de praia foi relatada. As chuvas associadas com o sistema atingiram um pico de 185 mm em Hastings. Em outros lugares, os totais de precipitação chegaram a 37,1 milímetros em Albany, Geórgia, e 13 mm em Dothan, no Alabama. Rajadas de vento da tempestade atingiram um pico de 74 km/h em Milton, na Flórida, e derrubaram algumas árvores no condado de Escambia. De modo geral, os danos provocados pela depressão foram mínimos. A maré de tempestade variou de 0,76 a 1,2 metros ao longo do Panhandle.
Antes mesmo da tempestade se desenvolver, várias companhias de petróleo e gás já haviam removido trabalhadores não-essenciais de suas plataformas de petróleo em mar aberto no norte do Golfo do México. A Shell Oil Company evacuou cerca de 700 funcionários, enquanto que a Noble Energy retirou sua força de trabalho de cerca de 300 pessoas de duas de suas plataformas de petróleo. A ExxonMobil cortou sua produção em cerca de 1 000 barris de petróleo e 55 000 metros cúbicos. Com a interrupção de 27,7% da produção diária de petróleo bruto devido à depressão tropical Dez, o preço do petróleo subiu ainda mais depois de vários dias seguidos já em alta, e em 20 de setembro chegou a um valor recorde de mais de 84 dólares por barril.

### Tornados
| Lista de tornados confirmados – Quinta-feira, 20 de setembro de 2007 | Lista de tornados confirmados – Quinta-feira, 20 de setembro de 2007 | Lista de tornados confirmados – Quinta-feira, 20 de setembro de 2007 | Lista de tornados confirmados – Quinta-feira, 20 de setembro de 2007 | Lista de tornados confirmados – Quinta-feira, 20 de setembro de 2007 | Lista de tornados confirmados – Quinta-feira, 20 de setembro de 2007 | Lista de tornados confirmados – Quinta-feira, 20 de setembro de 2007 |
| -------------------------------------------------------------------- | -------------------------------------------------------------------- | -------------------------------------------------------------------- | -------------------------------------------------------------------- | -------------------------------------------------------------------- | -------------------------------------------------------------------- | --- |
| EF#                                                                  | Local                                                                | Condado                                                              | Coordenadas                                                          | Hora (UTC)                                                           | Distância percorrida                                                 | Danos |
| Flórida                                                              |                                                                      |                                                                      |                                                                      |                                                                      |                                                                      | |
| EF1                                                                  | Eustis                                                               | Lake                                                                 | 28° 50′ N, 81° 41′ O                                                 | 02h57                                                                | 2,9 km                                                               | Destruiu sete casas. Provocou ainda danos sérios em 27 residências e pequenos estragos em outras 81 habitações. O prejuízo total foi estimado em 6,2 milhões de dólares. |
| EF1                                                                  | Oeste de Mayo                                                        | Lafayette                                                            | 30° 05′ N, 83° 25′ O                                                 | 04h20                                                                | 0,5 km                                                               | Arrancou grandes árvores que obstruíram duas rodovias. |
| Lista de tornados confirmados – Sexta-feira, 21 de setembro de 2007  |                                                                      |                                                                      |                                                                      |                                                                      |                                                                      | |
| Geórgia                                                              |                                                                      |                                                                      |                                                                      |                                                                      |                                                                      | |
| EF0                                                                  | Leste de Waresboro                                                   | Ware                                                                 | 31° 25′ N, 82° 47′ O                                                 | 08h45                                                                | 1 km                                                                 | Doze construções sofreram danos leves a moderados em seus telhados, muitas destas eram residências. Árvores e postes de energia foram derrubados.                        |
| Alabama                                                              |                                                                      |                                                                      |                                                                      |                                                                      |                                                                      | |
| EF0                                                                  | Oeste de Blue Springs                                                | Barbour                                                              | 31° 40′ N, 85° 34′ O                                                 | 22h34                                                                | 0,6 km                                                               | Um xerife relatou um tornado no cruzamento de duas rodovias da localidade. O oficial de polícia observou destroços mas nenhum prejuízo adicional foi constatado.         |
| Fontes: NCDC, Banco de dados de tornados da NOAA                     |                                                                      |                                                                      |                                                                      |                                                                      |                                                                      | |